# Gadoni
Gadoni (en sard, Gadoni) és un municipi italià, dins de la província de Nuoro. El febrer del 2021 tenia 726 habitants. Es troba a la regió de Barbagia di Belvì. Limita amb els municipis d'Aritzo, Laconi (OR), Seulo (CA) i Villanova Tulo (CA).

## Administració
| Període | Identitat       | Partit        |
| ------- | --------------- | ------------- |
| 2005-   | Antonello Secci | Llista cívica |